# Karl Gustav Jung
Karl Gustav Jung (Mannheim, 7 de septiembre de 1794-Basilea, 12 de junio de 1864) fue un cirujano y anatomista suizo, abuelo paterno de su homónimo, el psiquiatra Carl Gustav Jung (1875-1961), fundador de la psicología analítica.
Médico exiliado de Heidelberg, organizó la facultad de medicina de la Universidad de Basilea, donde enseñó anatomía y medicina interna, y la ampliación de su hospital general. Todo esto gracias a su relación de amistad con A. von Humboldt. Sería también el rector de dicha universidad, conocido dramaturgo y Gran maestre de los francmasones suizos. También dirigió una institución psicológica para niños con déficits psíquicos.

## Biografía
Según relata Aniela Jaffé en la autobiografía del nieto C. G. Jung, citando para ello diversas fuentes familiares, la personalidad más conocida por parte de la rama paterna fue su abuelo Karl Gustav Jung, nacido en Mannheim en 1794, al que el destino llevó a los veintiocho años a Suiza. Su hijo menor, Johann Paul Achilles Jung (1842-1896), es el que será el futuro padre de Carl Gustav Jung. Alude a su vez a la leyenda, citada dos veces por Jung, de que Karl fue hijo ilegítimo de Goethe.

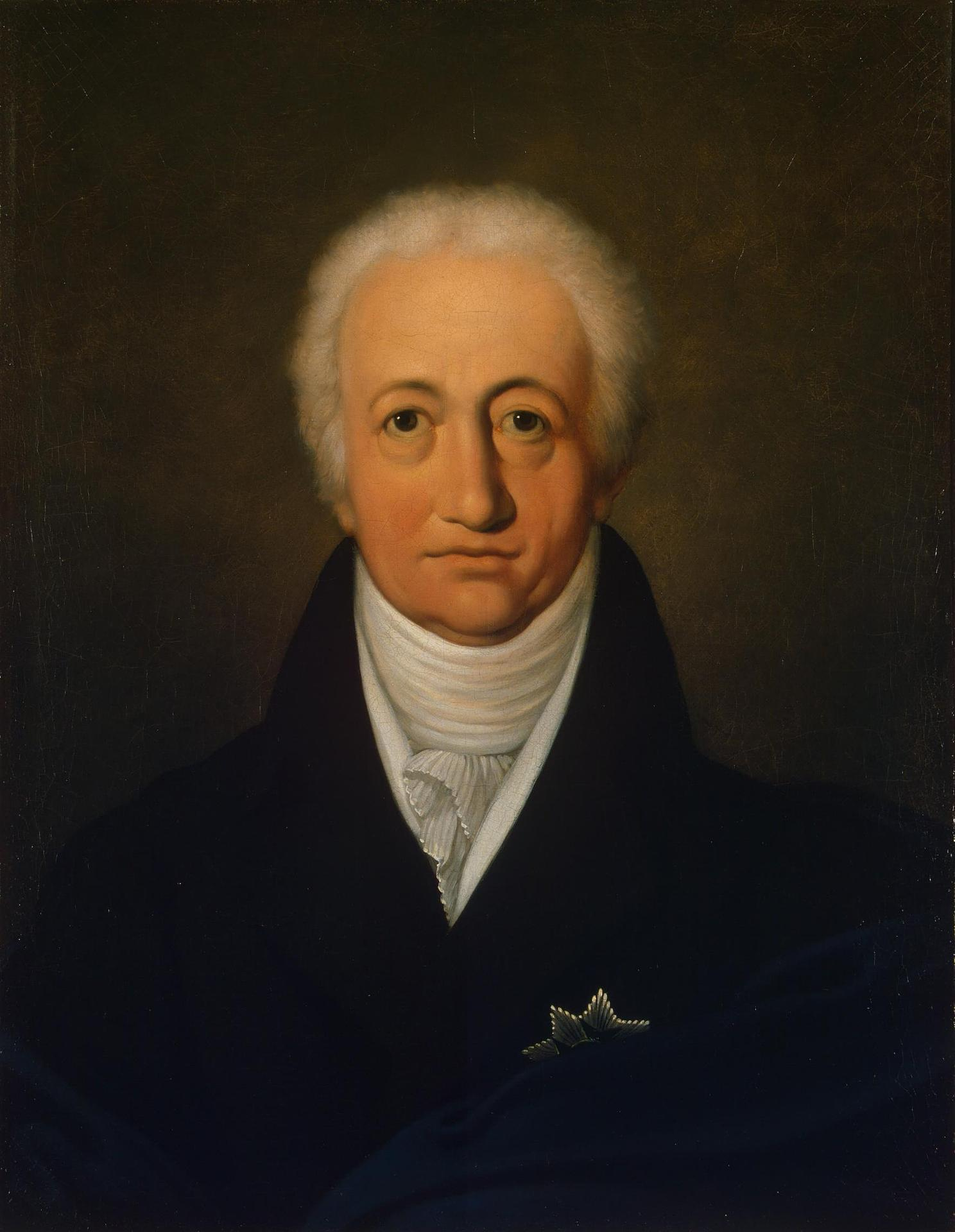
Goethe.

Karl estudió en Heidelberg ciencia y medicina, y allí, en 1816, finalizó su doctorado con summa cum laude. A los veinticinco años era ya asistente de cirugía del oftalmólogo Rust en la Charité de Berlín y simultáneamente profesor de química en la escuela militar prusiana. Durante su estancia en Berlín vivió en casa del librero y editor Georg Andreas Reimer. Los círculos literarios de la ciudad estuvieron abiertos desde un principio al joven médico, ya con cierto talento poético.
Su juventud se desarrolló en una época de agitación política, a causa de la cual fue expulsado de Prusia. Tras ser acusado de demagogo, y sin posibilidades de trabajo apropiado en el resto de Alemania, marchó a París en 1821, centro neurálgico de la investigación médica europea. Es allí donde conoció al investigador Alexander von Humboldt, el cual le recomendó el departamento quirúrgico del Hôtel-Dieu de París, donde trabajó como cirujano. Ese mismo año le recomendó a su vez a la academia de Berna, pero al fracasar dicho plan hizo lo mismo al año siguiente respecto de la Universidad de Basilea. Jung se encargó finalmente en esta última de la cátedra de anatomía, cirugía y obstetricia, siendo nombrado en 1822 profesor, y tras un semestre, catedrático. La familia Jung se trasladó definitivamente a Suiza.
Jung dedicó su vida incansablemente y con gran éxito a la construcción de la Facultad de Medicina y de las instituciones médicas de Basilea. Primero reorganizó las clases de anatomía, en 1842 reconstruyó y amplió el hospital de la ciudad y posteriormente fundó la "Institución de la esperanza" para niños débiles mentales.

## Galería de imágenes

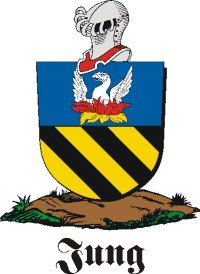
Escudo de armas
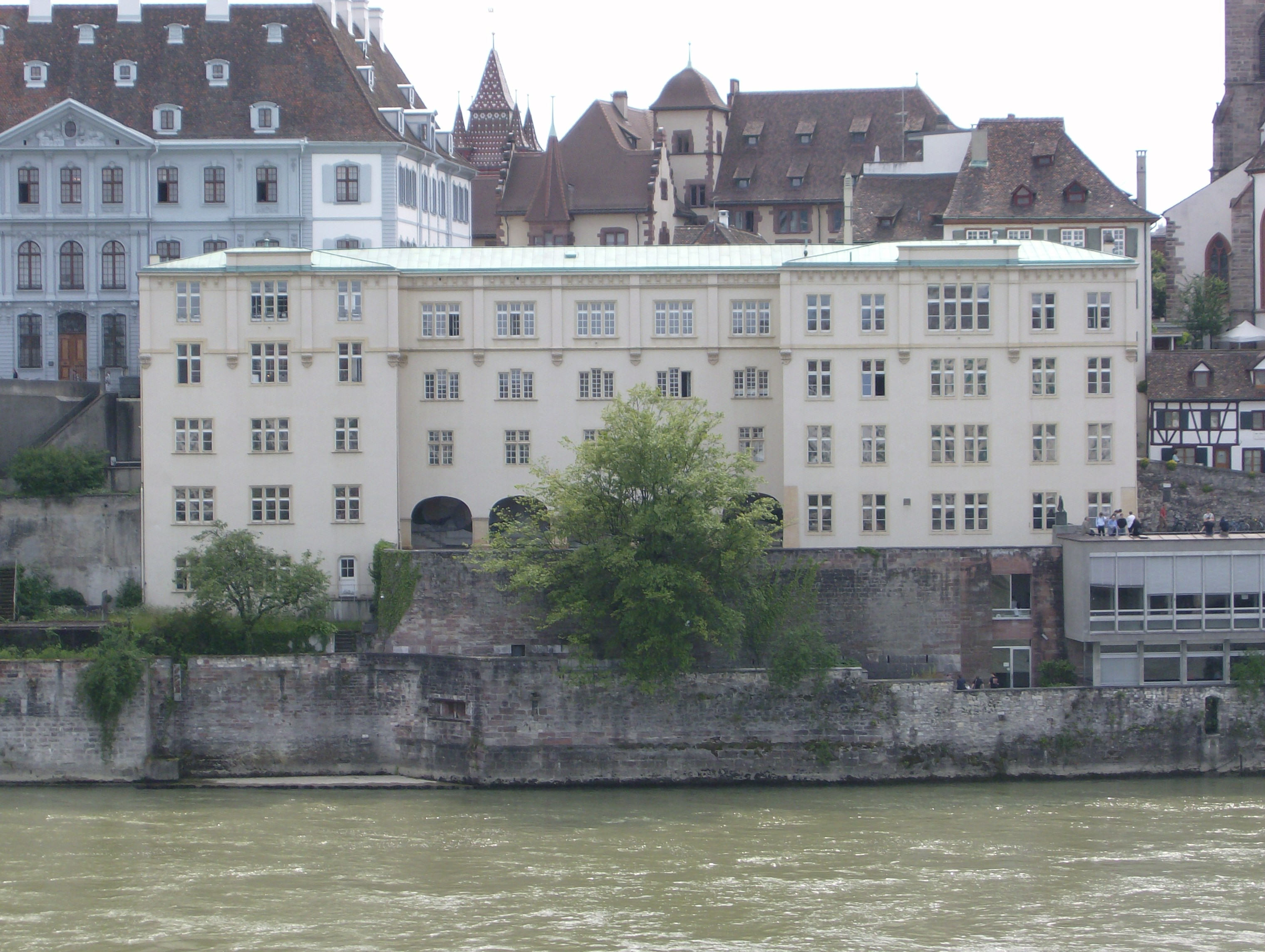
Antigua Universidad de Basilea
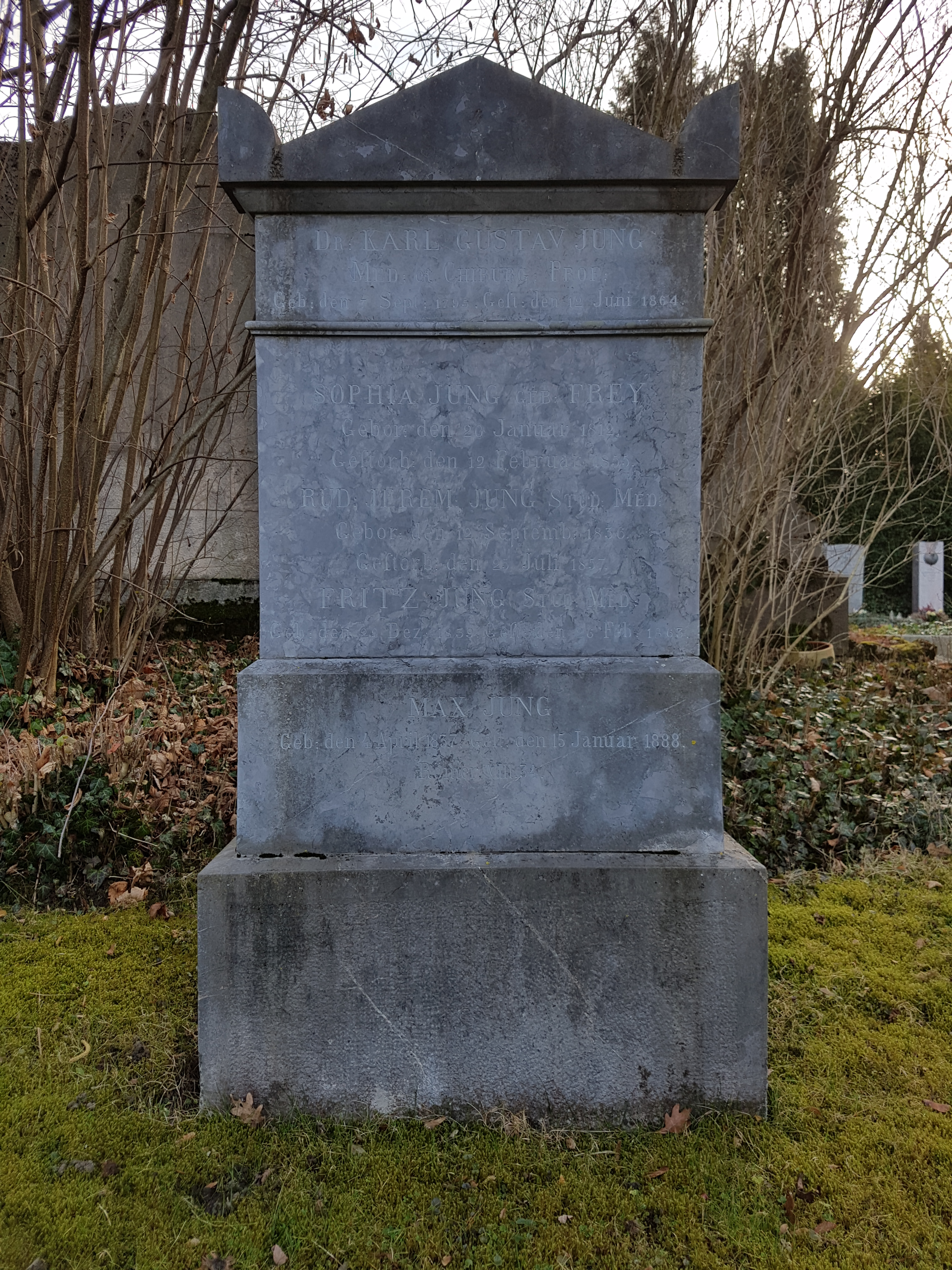
Tumba de Karl Gustav Jung en Wolfgottesacker, Basilea